# Skærtorsdag
Skærtorsdag er torsdagen i den stille uge, dagen før langfredag i påsken. Ifølge Bibelen var det på denne dag, Jesus indstiftede nadveren og vaskede sine disciples fødder rene. "Skær" betyder "ren",  som i udtrykket "ren og skær", heraf navnet skærsilden.
På engelsk hedder skærtorsdag Maundy Thursday, fordi Jesus efter at have vasket disciplenes fødder, sagde; "Et nyt bud (mandement på fransk) giver jeg jer, at I skal elske hinanden."  På tysk hedder den Gründonnerstag.
I Sverige markeres dagen ved at børn klæder sig ud som påskkärringar ("påskekællinger") og går rundt og rasler.

## Helligdag
Skærtorsdag er en helligdag i flere lande: Danmark, Norge, Island, Spanien , Colombia, Venezuela, Paraguay, Costa Rica og Filippinerne. I Danmarks nabolande Sverige og Tyskland er skærtorsdag derimod ikke en verdslig helligdag, og på Østlandet er der tradition for, at nordmænd benytter skærtorsdag til at tage på indkøbstur til Sverige. 

## Den danske flåde og skærtorsdag
To nederlag i den danske flådes historie fandt sted på skærtorsdage; slaget på Reden 2. april 1801 og slaget i Egernførde Fjord 5. april 1849.